# Южная Сьерра-Мадре
Ю́жная Сье́рра-Ма́дре (исп. Sierra Madre del Sur) — древняя горная система на юге Мексики, вытянутая на 1000 км вдоль берега Тихого океана — проходит от южной части штата Мичоакан через штат Герреро к перешейку Теуантепек на востоке штата Оахака. 
На севере Оахаки Южная Сьерра-Мадре соединяется с Трансмексиканским вулканическим поясом, но к западу их разделяет долина реки Бальсас и её притока Тепалькатепек.
Ширина хребта составляет до 300 км. Несмотря на то, что лишь отдельные вершины превышают 3 000 м, система труднодоступна и служит серьёзным препятствием для транспортных связей между тихоокеанским побережьем и внутренними районами страны. Самая высокая точка — гора Теотепек (3703 м), расположена в центральной части штата Герреро (17°33′ с. ш. 100°18′ з. д.). Горные вершины, расположенные в южной части штата Мичоакан (в районе муниципалитета Коалкоман), отделены от хребта Южная Сьерра-Мадре глубоким каньоном реки Бальсас, но, как правило, считаются составной частью хребта.
Высота перешейка Теуантепек невелика (до 650 м), поэтому он служит границей с горной системой Сьерра-Мадре-де-Чьяпас, располагающейся на юго-востоке Мексики.

## Геология
Хребты системы Южная Сьерра-Мадре сложены в основном метаморфическими породами с докембрийскими ядрами, местами с покровами неогеновых лав, во внутренних впадинах встречаются мезозойские осадочные породы. На севере склоне хребта находится месторождение железной руды Лас-Тручас. Добыча серебра, золота, сурьмы. Вулканов в системе нет, но район считается сейсмичным.

## Экология
Южная Сьерра-Мадре отличается высоким биологическим разнообразием и большим числом эндемических видов. Верхнюю часть хребта занимают хвойно-жестколистные леса, внизу — тропические редколесья, кустарники и летнезелёные леса. Южные склоны используются под плантации тропических культур.